# Selección de fútbol sala de Filipinas
La Selección de fútbol sala de Filipinas es una selección representativa de la AFC en la especialidad de fútbol sala.

## Estadísticas

### Copa Mundial de Futsal FIFA
| Copa Mundial de fútbol sala de la FIFA | Copa Mundial de fútbol sala de la FIFA | Copa Mundial de fútbol sala de la FIFA | Copa Mundial de fútbol sala de la FIFA | Copa Mundial de fútbol sala de la FIFA | Copa Mundial de fútbol sala de la FIFA | Copa Mundial de fútbol sala de la FIFA | Copa Mundial de fútbol sala de la FIFA |
| Año                                    | Ronda                                  | J                                      | G                                      | E                                      | P                                      | GF                                     | GC                                     |
| -------------------------------------- | -------------------------------------- | -------------------------------------- | -------------------------------------- | -------------------------------------- | -------------------------------------- | -------------------------------------- | -------------------------------------- |
| 1989 – 1992                            | No participó                           | No participó                           | No participó                           | No participó                           | No participó                           | No participó                           | No participó                           |
| 1996                                   | No clasificó                           | No clasificó                           | No clasificó                           | No clasificó                           | No clasificó                           | No clasificó                           | No clasificó                           |
| 2000                                   | No participó                           | No participó                           | No participó                           | No participó                           | No participó                           | No participó                           | No participó                           |
| 2004                                   | No clasificó                           | No clasificó                           | No clasificó                           | No clasificó                           | No clasificó                           | No clasificó                           | No clasificó                           |
| 2008                                   | No participó                           | No participó                           | No participó                           | No participó                           | No participó                           | No participó                           | No participó                           |
| 2012                                   | No clasificó                           | No clasificó                           | No clasificó                           | No clasificó                           | No clasificó                           | No clasificó                           | No clasificó                           |
| 2016                                   | No clasificó                           | No clasificó                           | No clasificó                           | No clasificó                           | No clasificó                           | No clasificó                           | No clasificó                           |
| 2021                                   | No clasificó                           | No clasificó                           | No clasificó                           | No clasificó                           | No clasificó                           | No clasificó                           | No clasificó                           |
| 2024                                   | No clasificó                           | No clasificó                           | No clasificó                           | No clasificó                           | No clasificó                           | No clasificó                           | No clasificó                           |
| Total                                  | 0/10                                   | -                                      | -                                      | -                                      | -                                      | -                                      | -                                      |

### Copa Asiática de Futsal de la AFC
| Copa Asiática de Futsal de la AFC | Copa Asiática de Futsal de la AFC | Copa Asiática de Futsal de la AFC | Copa Asiática de Futsal de la AFC | Copa Asiática de Futsal de la AFC | Copa Asiática de Futsal de la AFC | Copa Asiática de Futsal de la AFC | Copa Asiática de Futsal de la AFC |
| Año                               | Ronda                             | J                                 | G                                 | E                                 | P                                 | GF                                | GC                                |
| --------------------------------- | --------------------------------- | --------------------------------- | --------------------------------- | --------------------------------- | --------------------------------- | --------------------------------- | --------------------------------- |
| 1999 - 2003                       | No participó                      | No participó                      | No participó                      | No participó                      | No participó                      | No participó                      | No participó                      |
| 2004                              | Fase de grupos                    | 3                                 | 0                                 | 0                                 | 3                                 | 4                                 | 28                                |
| 2005                              | Primera ronda                     | 6                                 | 1                                 | 0                                 | 5                                 | 13                                | 36                                |
| 2006                              | No participó                      | No participó                      | No participó                      | No participó                      | No participó                      | No participó                      | No participó                      |
| 2007                              | Fase de grupos                    | 3                                 | 0                                 | 1                                 | 2                                 | 4                                 | 21                                |
| 2008                              | No participó                      | No participó                      | No participó                      | No participó                      | No participó                      | No participó                      | No participó                      |
| 2010                              | No clasificó                      | No clasificó                      | No clasificó                      | No clasificó                      | No clasificó                      | No clasificó                      | No clasificó                      |
| 2012                              | No clasificó                      | No clasificó                      | No clasificó                      | No clasificó                      | No clasificó                      | No clasificó                      | No clasificó                      |
| 2014                              | No clasificó                      | No clasificó                      | No clasificó                      | No clasificó                      | No clasificó                      | No clasificó                      | No clasificó                      |
| 2016                              | No clasificó                      | No clasificó                      | No clasificó                      | No clasificó                      | No clasificó                      | No clasificó                      | No clasificó                      |
| 2018                              | No participó                      | No participó                      | No participó                      | No participó                      | No participó                      | No participó                      | No participó                      |
| 2022                              | No participó                      | No participó                      | No participó                      | No participó                      | No participó                      | No participó                      | No participó                      |
| 2024                              | No participó                      | No participó                      | No participó                      | No participó                      | No participó                      | No participó                      | No participó                      |
| Total                             | 3/17                              | 12                                | 1                                 | 1                                 | 10                                | 21                                | 85                                |

### Campeonato de la AFF
| AFF Futsal Championship Record | AFF Futsal Championship Record | AFF Futsal Championship Record | AFF Futsal Championship Record | AFF Futsal Championship Record | AFF Futsal Championship Record | AFF Futsal Championship Record | AFF Futsal Championship Record |
| Año                            | Ronda                          | J                              | G                              | E                              | P                              | GF                             | GC                             |
| ------------------------------ | ------------------------------ | ------------------------------ | ------------------------------ | ------------------------------ | ------------------------------ | ------------------------------ | ------------------------------ |
| 2001                           | Fase de grupos                 | 4                              | 1                              | 0                              | 3                              | 16                             | 33                             |
| 2003                           | Fase de grupos                 | 5                              | 1                              | 0                              | 4                              | 8                              | 31                             |
| 2005                           | Fase de grupos                 | 6                              | 1                              | 0                              | 5                              | 13                             | 36                             |
| 2006                           | No participó                   | No participó                   | No participó                   | No participó                   | No participó                   | No participó                   | No participó                   |
| 2007                           | Fase de grupos                 | 3                              | 0                              | 0                              | 3                              | 4                              | 18                             |
| 2008                           | Fase de grupos                 | 3                              | 0                              | 0                              | 3                              | 6                              | 18                             |
| 2009                           | 4º Lugar                       | 4                              | 1                              | 0                              | 3                              | 15                             | 11                             |
| 2010                           | 4º Lugar                       | 4                              | 1                              | 0                              | 3                              | 8                              | 15                             |
| 2012                           | Fase de grupos                 | 4                              | 1                              | 0                              | 3                              | 12                             | 23                             |
| 2013                           | Fase de grupos                 | 4                              | 1                              | 0                              | 3                              | 9                              | 52                             |
| 2014                           | Fase de grupos                 | 4                              | 0                              | 1                              | 3                              | 8                              | 51                             |
| 2015                           | Fase de grupos                 | 4                              | 0                              | 0                              | 4                              | 4                              | 55                             |
| 2016 – 2024                    | No participó                   | No participó                   | No participó                   | No participó                   | No participó                   | No participó                   | No participó                   |
| Total                          | 11/18                          | 52                             | 34                             | 2                              | 16                             | 265                            | 152                            |

### Juegos del Sureste de Asia
| Southeast Asian Games Record | Southeast Asian Games Record | Southeast Asian Games Record | Southeast Asian Games Record | Southeast Asian Games Record | Southeast Asian Games Record | Southeast Asian Games Record | Southeast Asian Games Record | Southeast Asian Games Record |
| Año                          | Ronda                        | J                            | G                            | E                            | P                            | GF                           | GC                           |                              |
| ---------------------------- | ---------------------------- | ---------------------------- | ---------------------------- | ---------------------------- | ---------------------------- | ---------------------------- | ---------------------------- | ---------------------------- |
| 2007                         | Fase de grupos               | 3                            | 1                            | 0                            | 2                            | 10                           | 24                           |                              |
| 2011                         | Fase de grupos               | 2                            | 0                            | 0                            | 2                            | 6                            | 16                           |                              |
| 2013 – 2021                  | No participó                 | No participó                 | No participó                 | No participó                 | No participó                 | No participó                 | No participó                 |                              |
| Total                        | 2/8                          | 5                            | 1                            | 0                            | 4                            | 16                           | 40                           |                              |